# الطيب باشا
الطيب باشا هو الشيخ محمد الطيب بن مبروك بن عمار باشا الجزائري الصوفي على الطريقة الرحمانية.

## مولده ونشأته
ولد سنة 1873م بمرسط ولاية تبسة (عنابة سابقا) من عائلة فقيرة.تعلم القرآن الكريم وحفظه وهو ابن السادسة عشرة من عمره على يد الشيخ سيدي علي باشا.
ونظرا لتقواه وورعه فقد قدمه شيخه للصلاة بالناس في صلاة التراويح لمدة أربع سنوات.
وقد عرف بقوة الحافظة والذكاء.
رفض الدخول إلى المدرسة الفرنسية بمرسط التي أنشأتها الإدارة المستعمرة في إطار مشروع تدجين الأجيال الجزائرية.

## طلبه للعلم وأعماله
عينه الشيخ المكي بن عزوز بن مصطفى بن عزوز سنة 1893 في العوينات فأسس بها المسجد العتيق ومدرسة قرآنية ومكث هناك ممثلا عن الزاوية الرحمانية وقائما بالشؤون الدينية من وعظ وإرشادوتحفيظ للقرآن الكريم إلى غاية 1913.
رحل إلى تونس طالبا للعلم حيث درس علوم العربية والتفسير وعلوم الحديث والفقه وأصوله وعلم الفلك. أصبح مدرسا بجامع الزيتونة (1917-1919).
تتلمذ على يديه في هذه الفترة كل من الشيخين مبارك الميلي والعربي التبسي.
عينه محمد الناصر باشا باي صاحب المملكة التونسية قاضيا في الحاضرة التونسية بموجب القرار الصادر عن الوزارة الكبرى يوم 25 ربيع الثاني 1337 هـ /28 جانفي 1919، ثم عين قاضيا في سوسة إلى غاية 1923م حيث ترك تونس وعاد إلى الجزائر وذلك بعد ضغوطات من أعيان تونس لتسخيره في تحويل أملاك المستضعفين بموجب أوامر قضائية.

## جهوده بعد العودة من تونس
درس في مساجد سيدي بن سعيد والجامع العتيق بتبسة وكافح البعثات التنصيرية بمساعدة عمر بن نبي والد المفكر مالك بن نبي ثم انتقل سنة 1924 إلى عنابة حيث مكث هناك ينشر العلم بالجمع الكبير (جامع الباي) إلى غاية 1952.

## مؤلفات
ترك الشيخ محمد الطيب باشا العديد من المطبوعات والمخطوطات أشهرها:
- شرح منظومة العوام في التوحيد مطبوع في تونس سنة 1332 هجري
- كتاب تلخيص ولادة النبي صلى الله عليه وسلم وحياته ومماته مطبوع في تونس
- رسالة الاستعاذة
- مخطوط ومنظومة مولد الرسول عليه الصلاة والسلام
- مخطوط وسراج المشكاة في جواز القراءة على الأموات .

## ذكرى
نظمت جمعية أيادي الرحمة الملتقى المغاربي الأول للشيخ محمد الطيب باشا بمدينة تبسة بتاريخ 19 إلى 20 مارس 2008